# غوردون كوفنتري
غوردون كوفنتري (بالإنجليزية: Gordon Coventry)‏ هو لاعب كرة قدم أسترالية أسترالي، ولد في 25 سبتمبر 1901 في Diamond Creek, Victoria ‏ في أستراليا، وتوفي بنفس المكان في 7 نوفمبر 1968.

## وصلات خارجية
- غوردون كوفنتري على موقع AustralianFootball.com (الإنجليزية)
- غوردون كوفنتري على موقع AFLtables.com (الإنجليزية)
- غوردون كوفنتري على موقع قاعة أستراليا للمشاهير الرياضية (الإنجليزية)